# Monroe (Maine)
Monroe – miasto w Stanach Zjednoczonych, w stanie Maine, w hrabstwie Waldo.